# Elwro

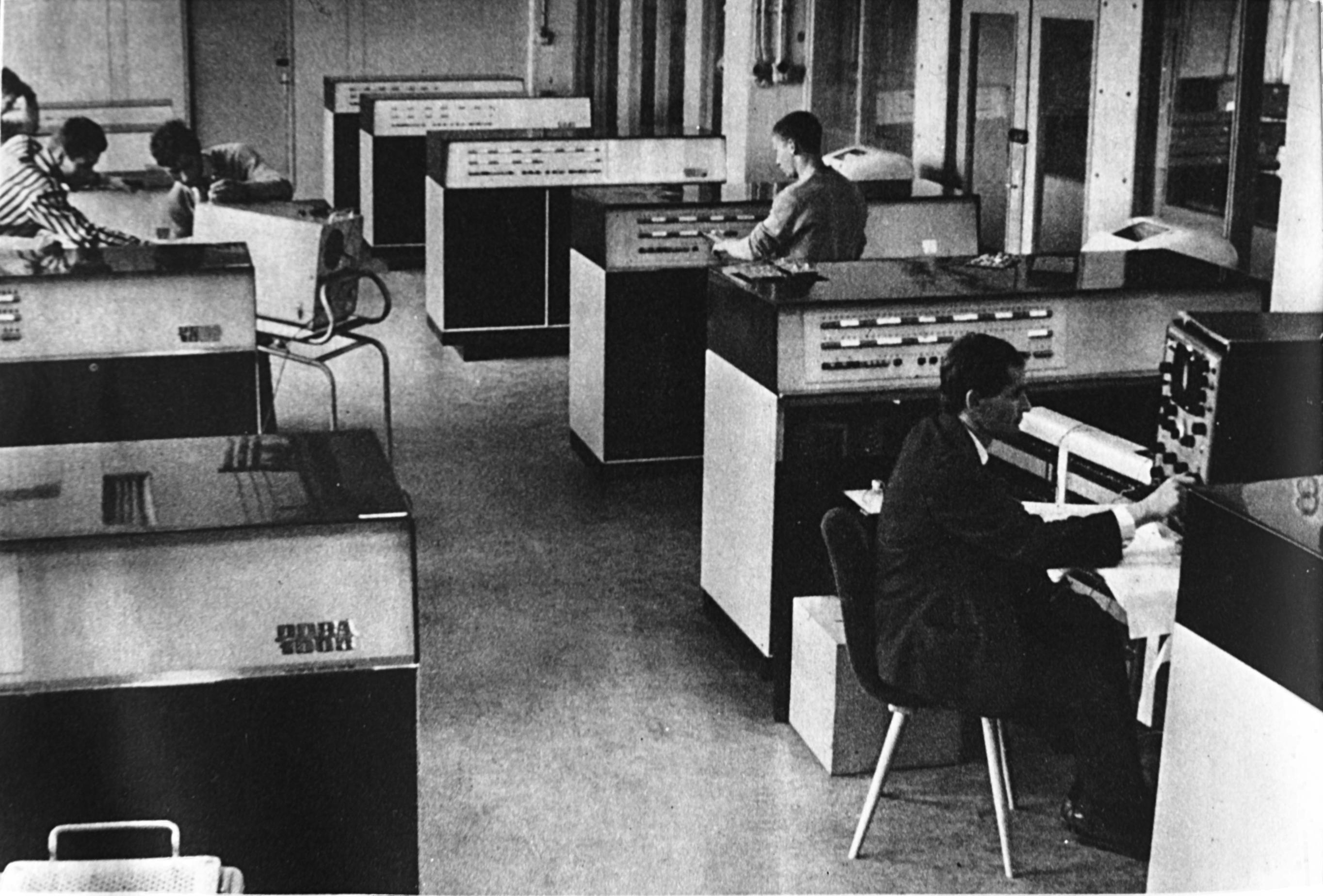
Odra 1003

Elwro – de son nom complet Wrocławskie Zakłady Elektroniczne "Mera-Elwro" puis Centrum Komputerowych Systemów Automatyki i Pomiarów Mera Elwro en 1983 – était un fabricant polonais d'ordinateurs et de calculatrices créé en 1959 à Varsovie. Rachetée par Siemens en 1993, la marque disparut peu après.

## Les principaux produits
Parmi les ordinateurs produits figurent la série Odra :
- Odra 1001
- Odra 1002
- Odra 1003
- Odra 1013
- Odra 1103
- Odra 1204
- Odra 1304
- Odra 1305
- Odra 1325

Parmi les calculateurs analogiques : la série ELWAT.
Le dernier modèle développé par la société était un clone du ZX Spectrum, décliné en plusieurs versions :
- Elwro 105LN
- Elwro 140
- Elwro 144
- Elwro 180
- Elwro 255L
- Elwro 440
- Elwro 441 Bolek
- Elwro 442LC Jacek
- Elwro 480
- Elwro 481 Lolek
- Elwro 482
- Elwro 240
- Elwro 255L
- Elwro 330
- Elwro 343
- Elwro 800-2 Junior
- Elwro 800-3 Junior
- Elwro 804 Junior
- Elwro 800 Junior
- Elwro 500
- Elwro 600